# Lotto Park
Der Lotto Park (zuvor bis 2019 Constant-Vanden-Stock-Stadion) ist ein Fußballstadion im belgischen Anderlecht, einer Gemeinde in der Region Brüssel-Hauptstadt. Es ist Eigentum und die Heimspielstätte des Fußballclubs RSC Anderlecht.

## Beschreibung
Seit dem Umbau 2012 bietet das Stadion 21.500 Sitzplätze. Die Kapazität verkleinerte sich durch die Umwandlung der Stehplätze, zugleich wurden 651 weitere V.I.P.-Plätze auf der Tribüne 1 montiert. Alle Plätze haben Rückenlehnen und die Gänge wurden aus Sicherheitsgründen um 40 Zentimeter verbreitert. Auf dem Stadiongelände befand sich neben einer Cafeteria auch das Ein-Stern-Restaurant Saint-Guidon sowie der offizielle Club-Fanshop. 2018 schloss das Restaurant, da für den Vereinsvorsitzenden Marc Coucke ein täglich geöffnetes Restaurant im Stadion keine Relevanz für den Club hat.

## Geschichte
1917 wurde das Stadion am Rande des Parc du Meir (später Astrid Park), aus einer einzigen Holztribüne bestehend, errichtet, es erhielt den Namen Stade Émile Versé. Im Laufe der Jahre folgten weitere Tribünen, später auch aus Beton. 1983 wurde das Stadion auf dem Grund der alten Spielstätte komplett neu errichtet, der Neubau erhielt den Namen des damaligen Club-Präsidenten, Constant Vanden Stock.
1972 war das Stadion Schauplatz des Halbfinales der Fußball-Europameisterschaft zwischen Ungarn und der Sowjetunion. Die Sowjetunion gelangte durch ein 1:0 in das Endspiel. Die Begegnung fand vor nur 1.659 Zuschauern statt, da im zeitgleich in Antwerpen angepfiffenen zweiten Halbfinale Gastgeber Belgien gegen die Bundesrepublik Deutschland spielte.
Nach dem Gewinn des Europapokals der Pokalsieger 1975/76 stand der RSC Anderlecht gegen den FC Bayern München im Spiel um den UEFA Super Cup 1976. Im Rückspiel in Anderlecht siegte der RSC mit 4:1 und gewann den Super Cup im eigenen Stadion. Zwei Jahre später gelang dem Verein noch einmal der Gewinn des Europapokals der Pokalsieger und so spielte man erneut um den UEFA Super Cup. Dabei legte man zu Hause im Hinspiel den Grundstein zum Sieg mit 3:1 gegen den FC Liverpool.
1984 stand der Verein im Endspiel um den UEFA-Pokal. Das Hinspiel im Constant-Vanden-Stock-Stadion gegen Tottenham Hotspur endete vor 40.000 Besuchern 1:1. Nach einem 1:1 im Rückspiel nach 90 Minuten in der White Hart Lane verlor der RSC das UEFA-Pokal-Finale durch ein 3:4 im Elfmeterschießen.
Am 12. September 1990 fand das Fußballländerspiel der DDR in Belgien und damit das letzte Länderspiel einer DDR-Auswahl im Stadion statt. Die DDR gewann die Partie vor 12.000 Zuschauern durch zwei Tore von Kapitän Matthias Sammer mit 2:0.
Der RSC Anderlecht plante eine Erweiterung des Stadions auf 40.000 Sitzplätze sowie eine Umbenennung in „Fortis-Stadion“, nach der Bank Fortis, die der Hauptsponsor des RSC ist. Statt einer Renovierung und Erweiterung der jetzigen Spielstätte sollte der RSC Anderlecht, neben der belgischen Fußballnationalmannschaft, ab 2019 in das neue Eurostadion mit etwa 60.000 Plätzen einziehen. Das Nationalstadion war für die Fußball-Europameisterschaft 2021 vorgesehen. Es sollte das König-Baudouin-Stadion ersetzen, das nach den Plänen 2020 abgerissen werden sollte. Im Juni 2015 wurden die Verträge über den Bau und die Nutzung von den Vertragspartnern, die Stadt Brüssel, die Region Brüssel-Hauptstadt, der RSC Anderlecht und das Bauunternehmen Ghelamco Group unterschrieben.
Im Dezember 2017 strich die UEFA den Spielort Brüssel mit dem Eurostadion von der Liste der Austragungsorte. Der Grund waren etliche Verzögerungen in der Stadionplanung. Die UEFA hatte ein Ultimatum bis zum November 2017 zum Einreichen der vollständigen Unterlagen gestellt. Das Bauunternehmen Ghelamco wollte das Stadion an einem anderen Ort errichten. Ende Januar 2018 sprach sich die flämische Umwelt- und Landwirtschaftsministerin Joke Schuvliegeeine gegen den Bau aus. Eine Umweltgenehmigung für den Neubau wurde nicht erteilt. Anfang des Monats lehnte schon der regionale Umweltausschuss das Bauprojekt ab. Auf dem Grundstück dürfen höchstens 50.000 m² Freizeitanlagen stehen. Dem Bauantrag nach wären es mit dem Stadionbau 100.000 m² gewesen. Dies lehnte die Ministerin ab. Ein weiteres Problem wäre die Verkehrslage am Standort gewesen. Darum lehnte auch das Verkehrsamt das Projekt ab. Damit ist nicht mehr mit einer Umsetzung des Stadionbaus zu rechnen.
Nach dem Scheitern des Eurostadions verfolgt der RSC Anderlecht wieder Planungen für einen eigenen Stadionneubau mit 30.000 Plätzen. Ein möglicher Standort wäre neben dem Trainingszentrum des Clubs in Neerpede. Grundstücke um das Zentrum gehören dem RSC bereits, es müssten weitere von der Region Brüssel gekauft werden. Beim Bau würde das Constant-Vanden-Stock-Stadion abgerissen und dort entstünden Wohnungen, Büros und Läden. Würde die Umsetzung eines Neubaus länger dauern, könnte das alte Stadion nochmals renoviert werden und für einige Jahre die Heimat des RSC bleiben.
Ende März 2019 vereinbarten der RSCA und die staatliche belgische Lotteriegesellschaft Loterie Nationale einen Sponsoringvertrag über den Stadionnamen. Seit der Saison 2019/20 trägt es den neuen Namen Lotto Park.

## Galerie

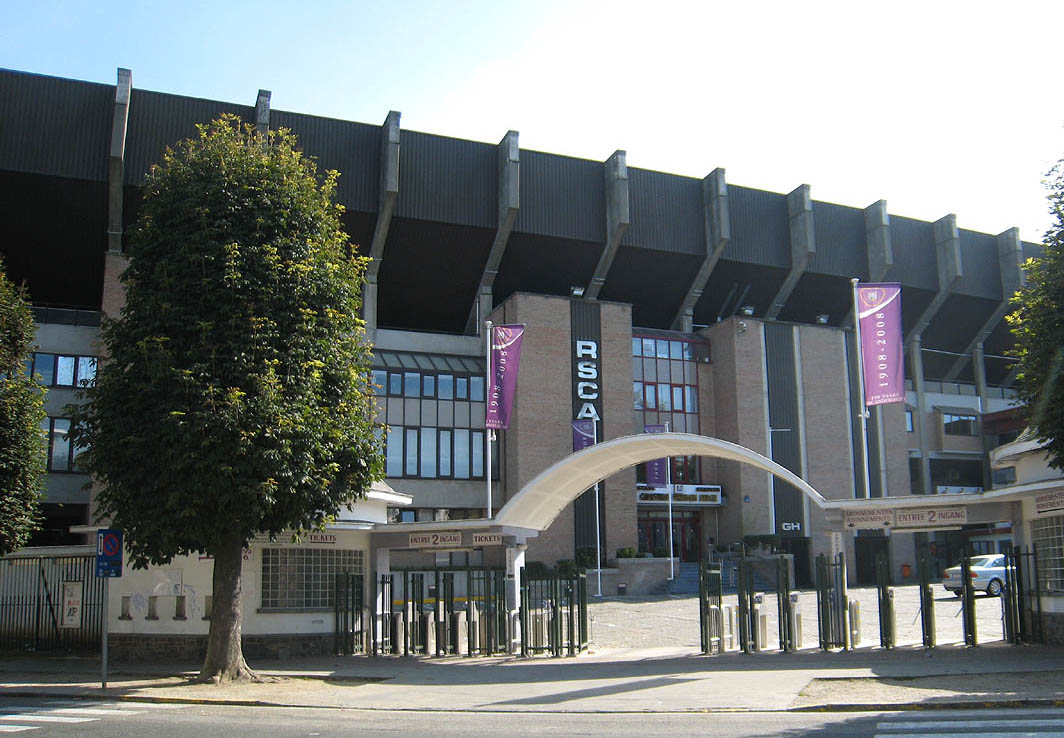
Haupteingang des Stadions (2008)
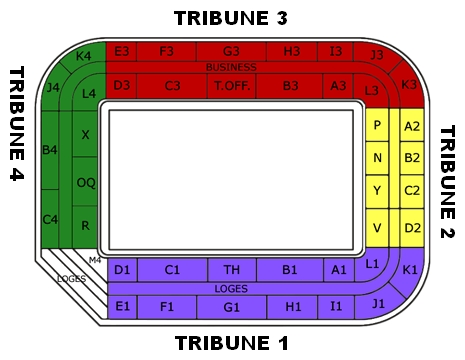
Tribünenplan
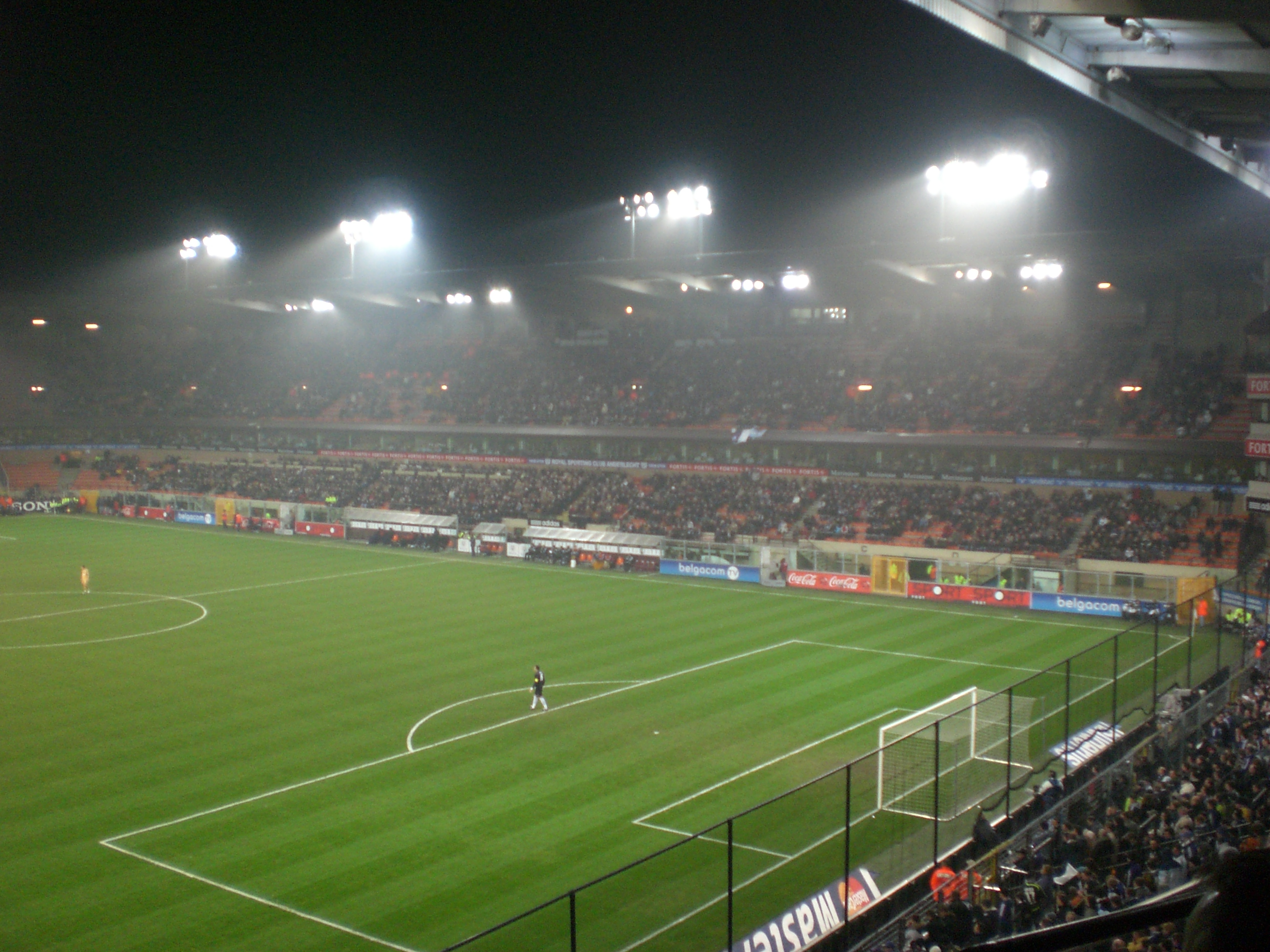
Tribüne 1 (2008)
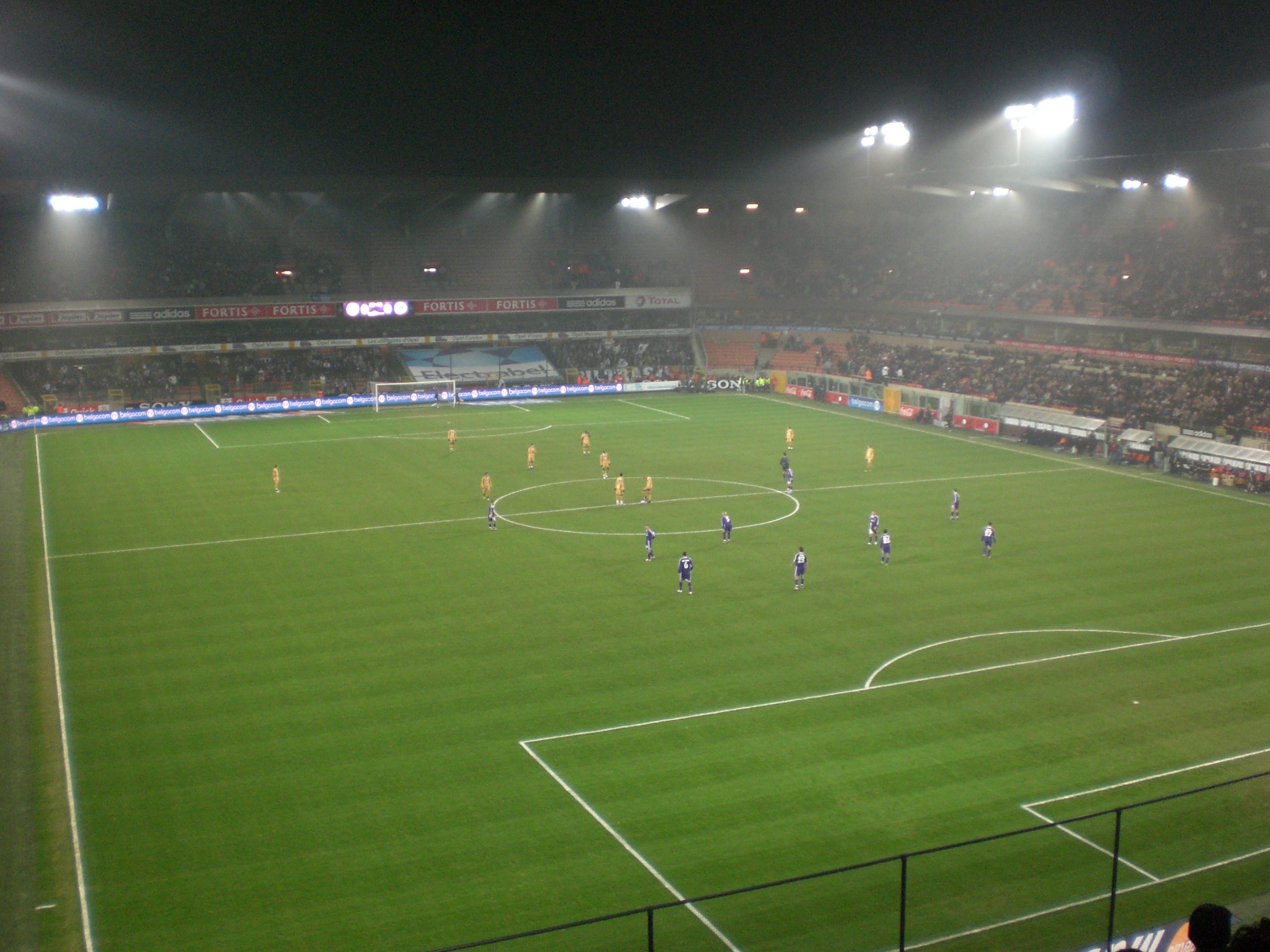
Tribüne 2 (links, 2008)
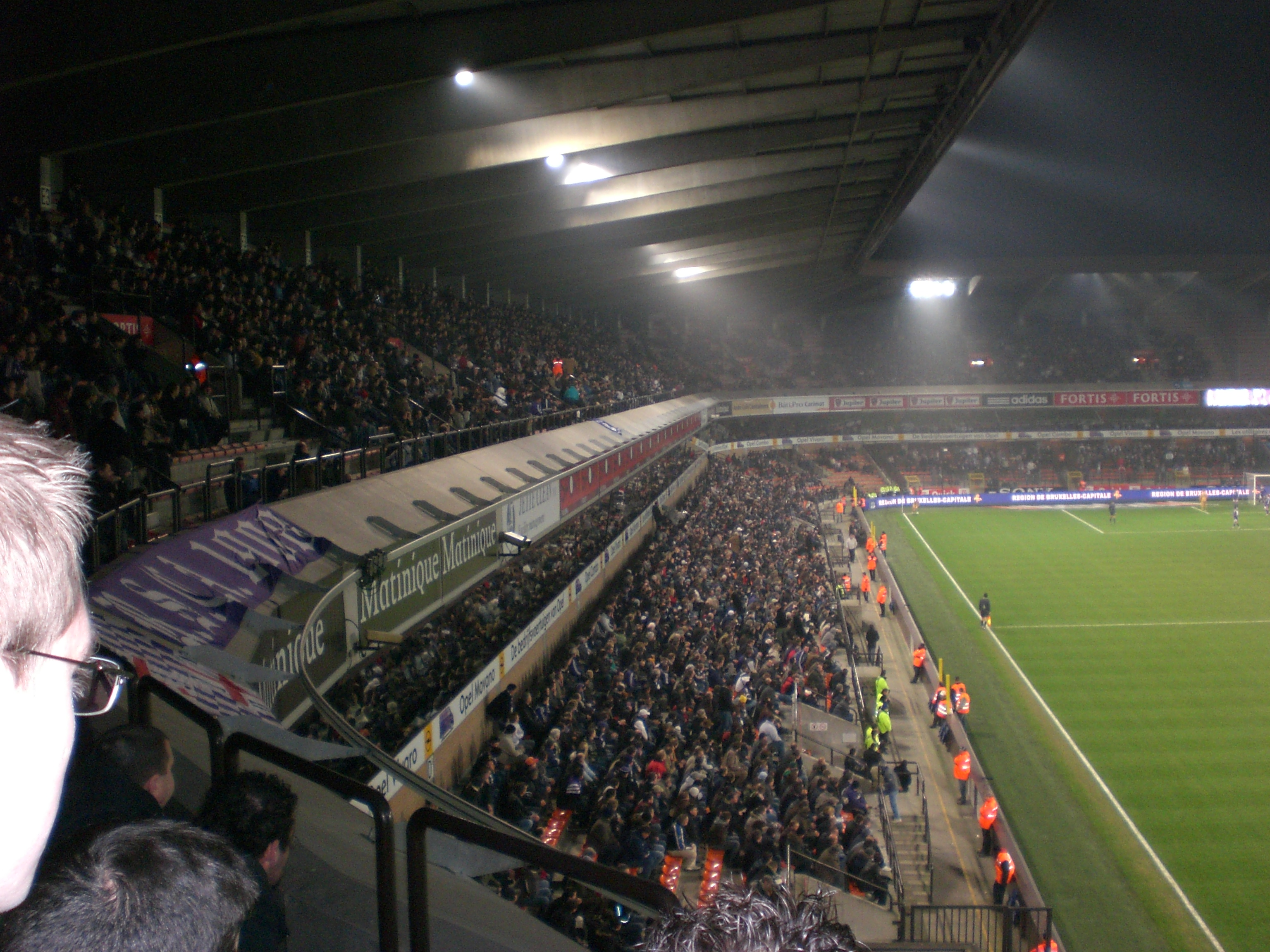
Tribüne 3 (2008)
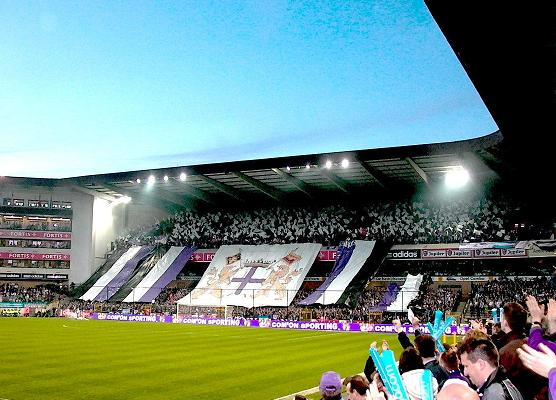
Tribüne 4 (2007)